# Masacre de Jotín

Mapa del levantamiento del 22 de enero de 1919, antes de la invasión de Jotín.

La Masacre de Jotín fue una insurrección del entonces territorio de Besarabia, que fue seguida por una limpieza étnica de la población ucraniana llevada a cabo por las autoridades civiles rumanas entre enero y febrero de 1919.
El área de Jotín (Хотин, Jotén en ucraniano) había formado parte del Imperio ruso desde 1812 mediante el Tratado de Bucarest, siendo mayoritaria la población ucraniana. Si bien algunos autores consideran que el predominio de la población étnicamente ucraniana se debió a una gran emigración de ucranianos provenientes de la región de Podolia durante el siglo XIX, la población ucraniana sería mucho más antigua, considerando que fuentes escritas (crónicas) mencionan a Jotín como un pequeño asentamiento del principado de Kiev y posteriormente del de Galitzia-Volinia. Durante la primera mitad del siglo XIV formó parte del de Reino de Polonia. En 1351 el Gran Ducado de Lituania conquista el área, cediéndola después a los moldavos, quienes formaron en 1359 el Principado de Moldavia. El hecho de que formara parte de Moldavia fue una de las razones por las que Rumania tenía reclamaciones sobre el territorio. El ejército rumano ocupa la región el 13 de enero de 1919, encontrándose con una activa resistencia de la población ucraniana y la protesta oficial de la República Nacional Ucraniana.